# Mario Governa
Mario Governa (Milano, 9 marzo 1966) è un ex cestista italiano.

## Carriera
In carriera ha vestito le maglie dell'Olimpia Milano e dell'Auxilium Torino. Con i lombardi ha vinto 3 scudetti, 2 Coppa Campioni e una Coppa Korać.

## Palmarès
- Coppa dei Campioni: 2

Olimpia Milano: 1986-1987, 1987-1988
- Coppa Korać: 1

Olimpia Milano: 1984-1985
- Campionato italiano: 3

Olimpia Milano: 1984-1985, 1985-1986, 1986-1987
- Coppa Italia: 1

Olimpia Milano: 1986-1987
- Coppa Intercontinentale: 1

Olimpia Milano: 1987